# Land- und Stadtgericht Seeburg
Das Land- und Stadtgericht Seeburg war von 1823 bis 1849 ein preußisches Land- und Stadtgericht mit Sitz in Seeburg.

## Geschichte
Das Land- und Stadtgericht Seeburg wurde 1823 aus dem Stadtgericht Seeburg, dem Stadtgericht Bischofsburg und Teilen der Justizämter Seeburg, Rößel und anderer gebildet. 1828 entstand ein eigenes Land- und Stadtgericht Bischofsburg. Es war ein Gericht 2. Klasse im Sprengel des Oberlandesgerichts Königsberg.
1837 umfasste der Gerichtsbezirk die Stadt Seeburg mit 2191 Gerichtseingesessenen und 34 Ortschaften mit 7026 Gerichtseingesessenen (zusammen also 9217 Gerichtseingesessene). Am Gericht waren ein Stadt- und Landrichter und drei weitere Mitarbeiter beschäftigt.
Nach der Märzrevolution wurden 1849 einheitlich Kreisgerichte gebildet. In Seeburg entstand die Gerichtskommission Seeburg des Kreisgerichts Rössel.